# Patrick Redmond
Patrick Redmond, född 1966 bor i Chelmsford, England, är en brittisk Författare.